# Medemsand

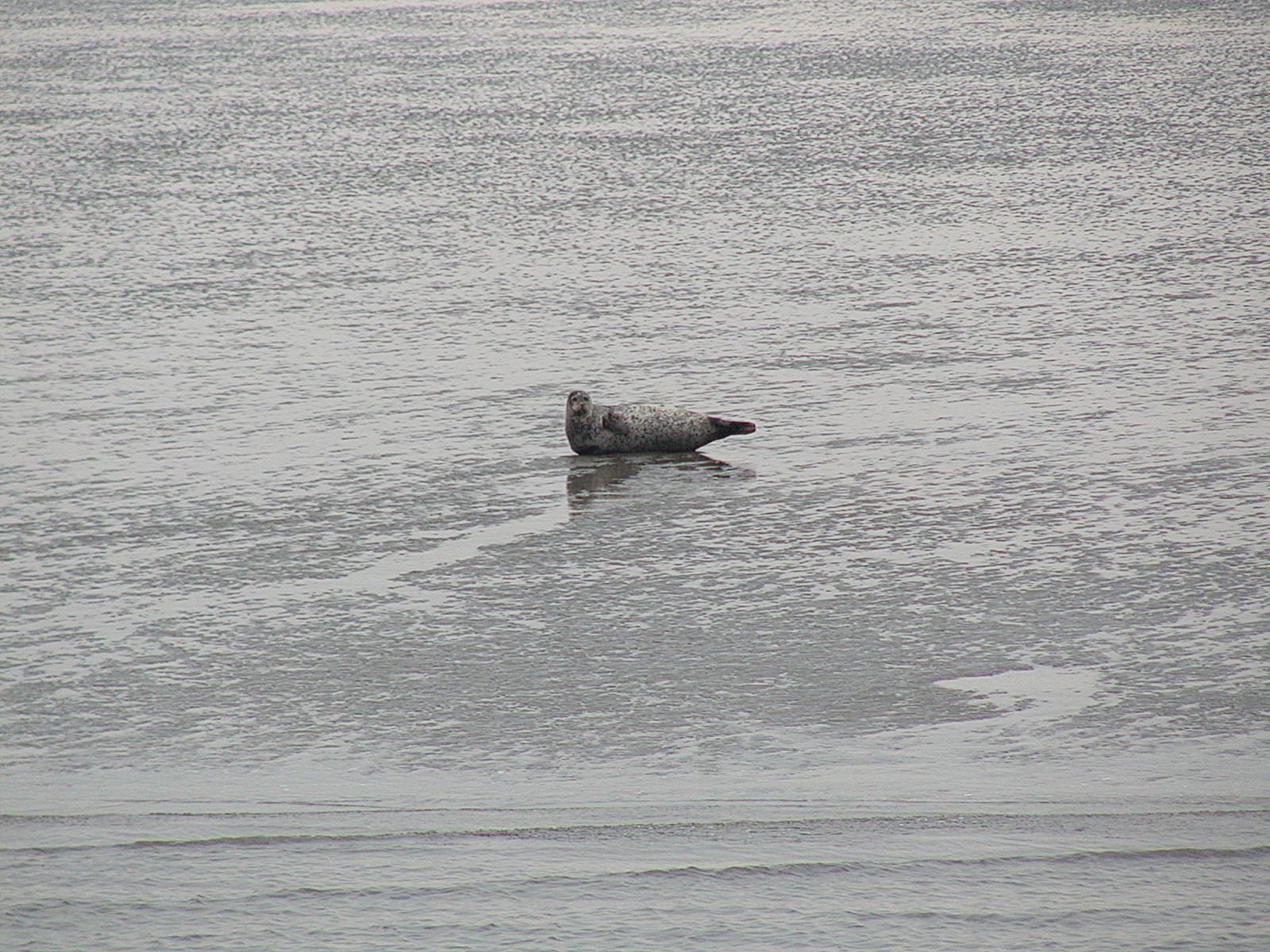
Ein Seehund auf dem Medemsand

Die Medemsand-Insel war eine kleine Insel in der Elb-Mündung an der schleswig-holsteinischen Küste gegenüber von Otterndorf (Niedersachsen), wo der Fluss Medem in die Elbe mündet. Bei den Einheimischen in der Gegend um Cuxhaven wurde sie auch „Flak-Insel“ genannt. Die Insel gehörte zum  Kreis Dithmarschen und wurde durch das Wasserwirtschaftsamt Brunsbüttel verwaltet.
Sie ist durch Unterspülung der Medemrinne abgetragen worden und existiert heute nicht mehr.

## Geschichte
Die Medemsand-Insel wurde kurz vor dem Zweiten Weltkrieg als Flak-Vorposten durch Sandaufspülungen künstlich angelegt. Die Insel sollte zur vorgeschobenen Flak-Station bei möglichen Luftangriffen auf Hamburg ausgebaut werden. In der Folge wurden Flak-Geschütze und Bunker installiert. Die Wehrmacht betrieb zwischen 1940 und 1944 eine Funkpeilstation und hatte auch einen Würzburg-Riesen auf der Insel stationiert. Der damalige Leiter dieser Einrichtung war Dr. Wächtler aus Hamburg. Einige Fundamente der Stellungen sowie eine verfallene Blockhütte und Bunkerreste waren im östlichen Bereich der Insel bis Ende der 1950er Jahre noch zu sehen. In der Mitte der Insel stand ein 7 m hoher Stahlturm, auf dem früher ein Leuchtfeuer brannte. 

## Geografie
Die Medemsand-Insel hatte einst eine Fläche von ca. 10 ha. Der höchste Punkt der Insel lag ca. 9 m über dem mittleren Hochwasser. Sie hatte die Form eines schmalen Ovals in West-Ost-Ausrichtung und eine Länge von ca. 200 m. Die Ufer der Insel waren mit einer senkrechten stählerne Spundwand, welche bis zur Höhe des mittleren Hochwassers reichte, eingefasst. An die Stahlwand schlossen sich in einem Winkel von ca. 30° mit Basaltblöcken gepflasterte Schrägen an. Der Untergrund der Insel selbst bestand aus Sand, Erde und wahrscheinlich Kies. 
An der Südseite der Medemsand-Insel befand sich in Richtung Süd-Süd-Ost ein ca. 100 m langer Anleger auf hölzernen Pfählen. Darauf waren Feldbahngleise verlegt. Er diente zur Versorgung der dort stationierten Flak-Soldaten.

## Nachkriegszeit
Nach dem Krieg wurden, wahrscheinlich auf Befehl der britischen Besatzungstruppen, einige Sprengungen auf der Insel durchgeführt. Das Ergebnis waren mehrere Gräben, welche die Insel zerteilten. Auf Betreiben der Straßenbaumeisterei Otterndorf wurden Teile der Basaltblöcke abtransportiert und fanden im Straßenbau der Nachkriegszeit Verwendung.

## Unterspülung und Zerstörung der Insel
In den folgenden Jahrzehnten wanderten das Fahrwasser der „Medemrinne“ und die angrenzenden Wattflächen des „Medemsands“ und „Medemgrunds“ weiter nach Norden. Die Insel rückte dadurch immer näher an das Fahrwasser der „Medemrinne“ heran und wurde in den letzten 40 Jahren durch die ständige Unterspülung komplett zerstört. Für die Nordwanderung der Medemrinne wird die gestiegene Strömungsgeschwindigkeit verantwortlich gemacht. Dies wiederum rührt von den zahlreichen Elbvertiefungen der letzten Jahrzehnte her.
Nach dem Erlebnisbericht eines Seekajak-Fahrers aus dem Jahre 1987 wurde die Oberfläche der Medemsand-Insel zu diesem Zeitpunkt bei mittlerem Hochwasser bereits um ca. 50 cm überspült. Lediglich zahlreiche Basaltblöcke, Pfahl- und Bunkerreste ragten aus dem Wasser heraus.
Laut Auskunft des Wasser- und Schifffahrtsamtes Cuxhaven vom Dezember 2007 existierte die Insel praktisch nicht mehr. Auch bei Niedrigwasser ist von der Insel oder ihren Überresten nichts mehr sichtbar. Zwei Tonnen markieren das Gebiet aber immer noch als Untiefe. Vom Wasserschifffahrtsamt Cuxhaven wurde die Medemsand-Insel in den 30 Jahren zuvor lediglich als „Schiffahrthindernis“ betrachtet.

## Region Elbmündung
Die Region ist eine Ruhezone für Tiere wie Seehunde in der sehr stark befahrenen Elbmündung in der Deutschen Bucht. Obwohl die Insel innerhalb des Nationalparks Schleswig-Holsteinisches Wattenmeer lag, wurde sie nie in der Status der Zone I erhoben, so dass es früher jederzeit möglich war, die Insel oder ihre Überreste zu betreten. Gelegentlich finden touristische Fahrten zur Wattfläche des Medemsands statt.
Durch die nächste geplante Elbvertiefung soll die Medemrinne, ein großer Priel zwischen Medemsand und Medemgrund, mit dem Schlick der Elbfahrrinne gefüllt werden. Dadurch wird ein großes Verklappungsgebiet in der Medemrinne und vor dem Neufelder Wattbereich von ca. 175 Hektar mit einem Volumen von ca. 20 Millionen Kubikmeter geschaffen.